# Olga Spessivtseva
Olga Alexandrovna Spessivtseva (en russe : Ольга Александровнa Спесивцева) est une danseuse russe née à Rostov le 18 juillet 1895 et morte à New York le 16 septembre 1991. Elle avait épousé le danseur russe Boris Kniaseff.

## Biographie
Olga Spessivtseva est née à Rostov-sur-le-Don, fille d'un chanteur d'opéra et de sa femme. Après la mort de son père, elle est envoyée dans un orphelinat en relation avec un centre culturel à Saint-Pétersbourg,  Elle entre à l'Académie impériale de ballet de Saint-Pétersbourg en 1906, où elle est l'élève de Klavdia Koulitchevskaïa et plus tard d'Evguenia Sokolova et Agrippina Vaganova.
Après avoir obtenu son diplôme en 1913, elle rejoint la compagnie du Théâtre Mariinsky, où elle est promue soliste en 1916. Exquise danseuse romantique à la technique parfaite, idéale pour des rôles tels que Giselle et Odette-Odile dans Le Lac des Cygnes, elle devient rapidement l'une des danseurs les plus admirés de la compagnie.

## Répertoire
- 1928 : Salomé dans La Tragédie de Salomé, à l'Opéra de Paris[2].